# 닛산 마치
닛산 마치(Nissan March)는 닛산 자동차가 만들어 판매하는 해치백 타입의 소형 승용차이다. 유럽 등 일본 외의 국가에서는 마이크라라는 차명으로 판매된다.

## 1세대(K10)

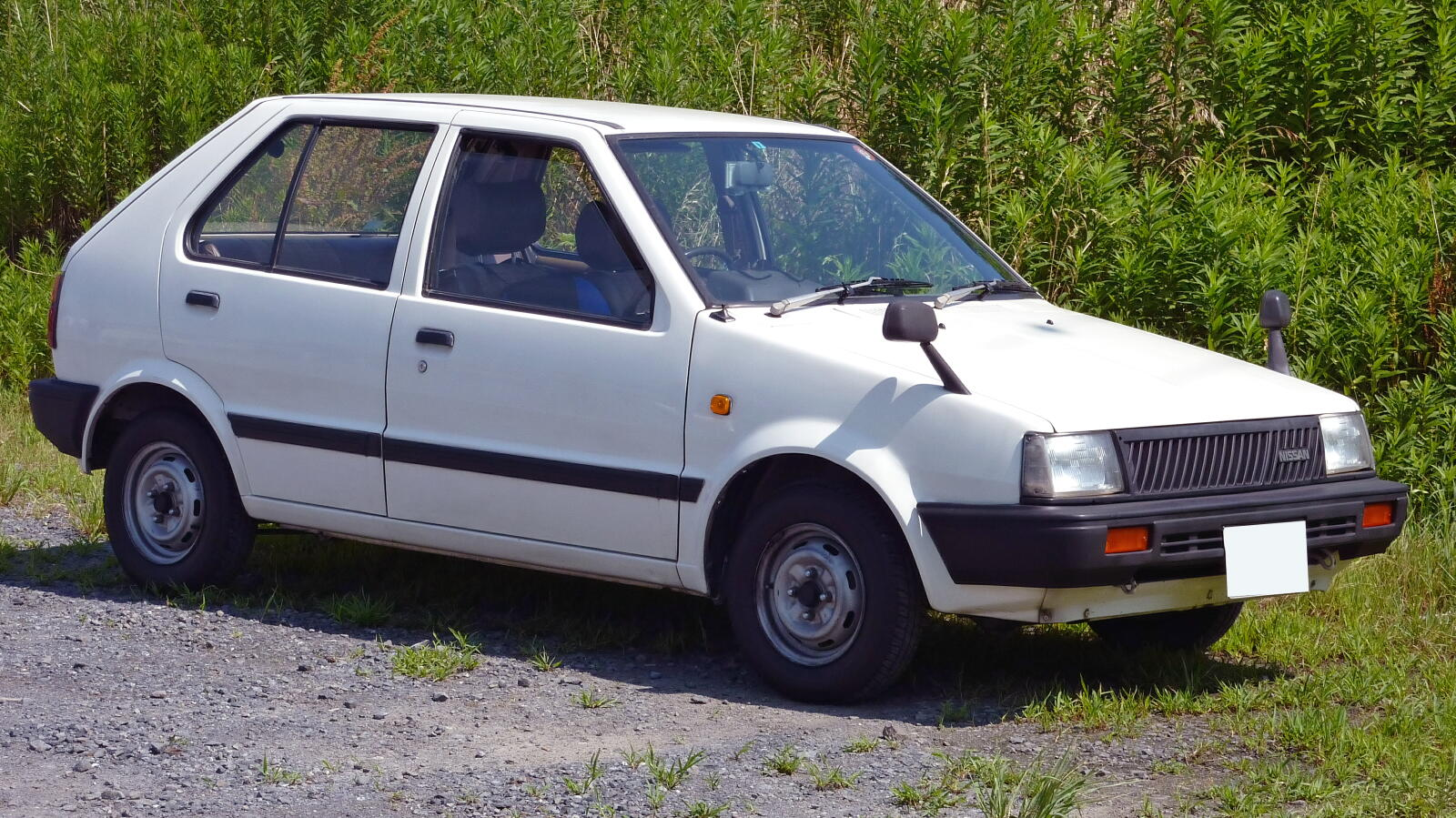
닛산 마치(전기형) 정측면

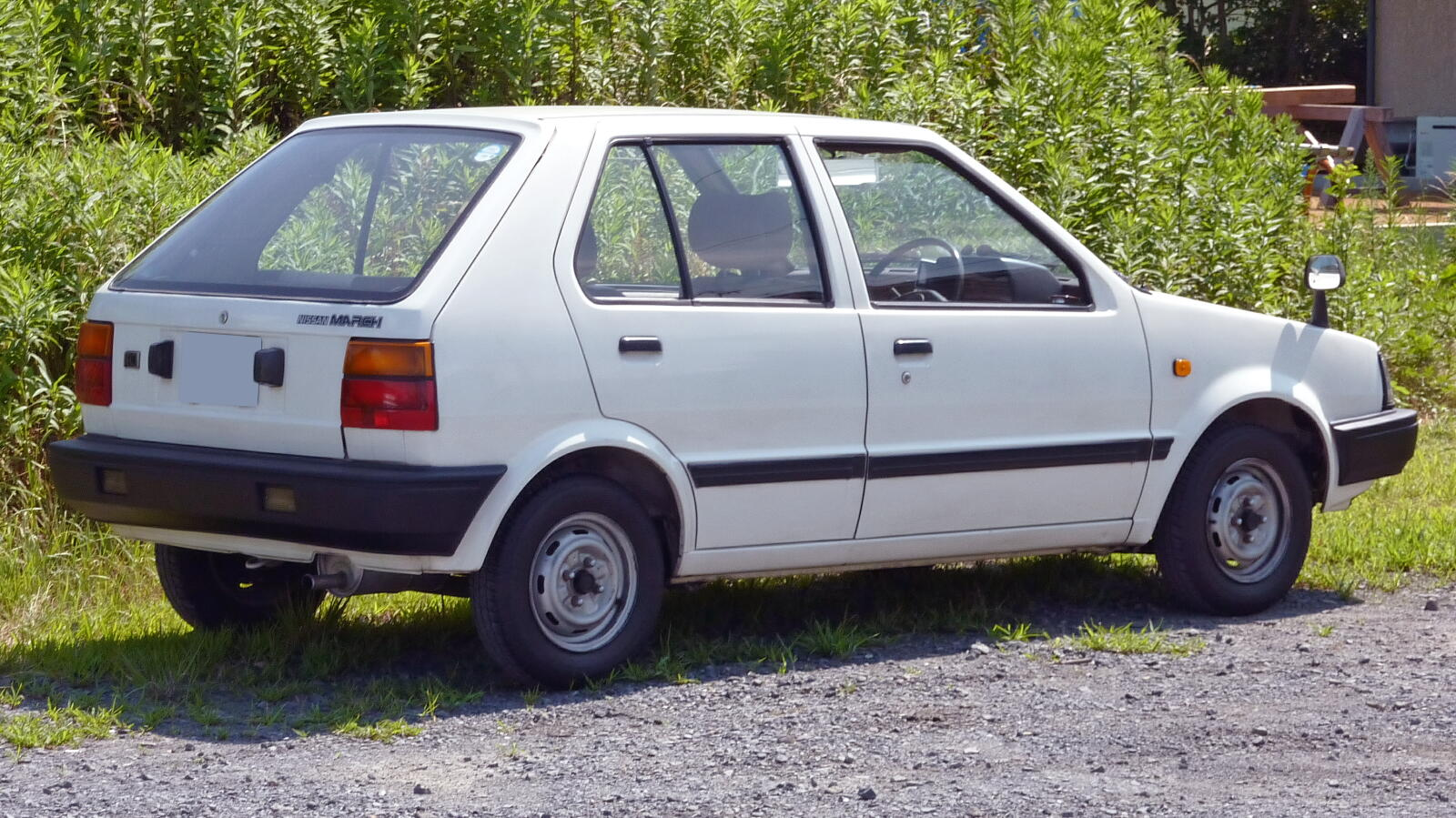
닛산 마치(전기형) 후측면

1981년 10월에 개최된 제 24회 도쿄 모터쇼에 NX-018로 참고 출품되었다. 일반 공모에 의해 차명이 마치로 결정되었고, 1982년 10월에 출시되었다. 10년 동안의 긴 라이프 사이클은 일본의 대량 생산 차종으로는 드문 편이다. 출시 당시에는 3도어 해치백만 있었으나, 이후에 5도어 해치백과 캔버스 탑 등이 더해졌다.

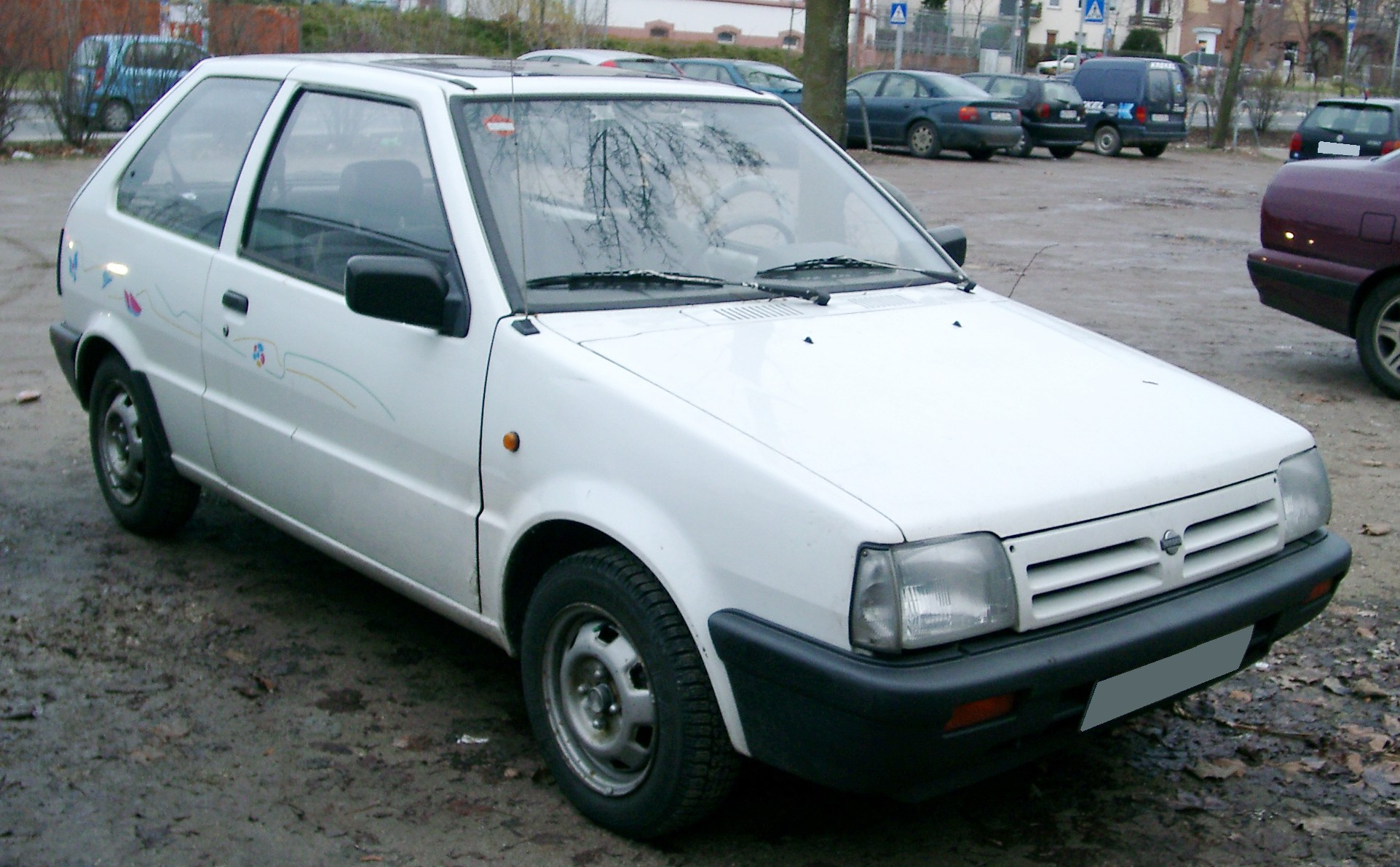
닛산 마치(후기형) 정측면
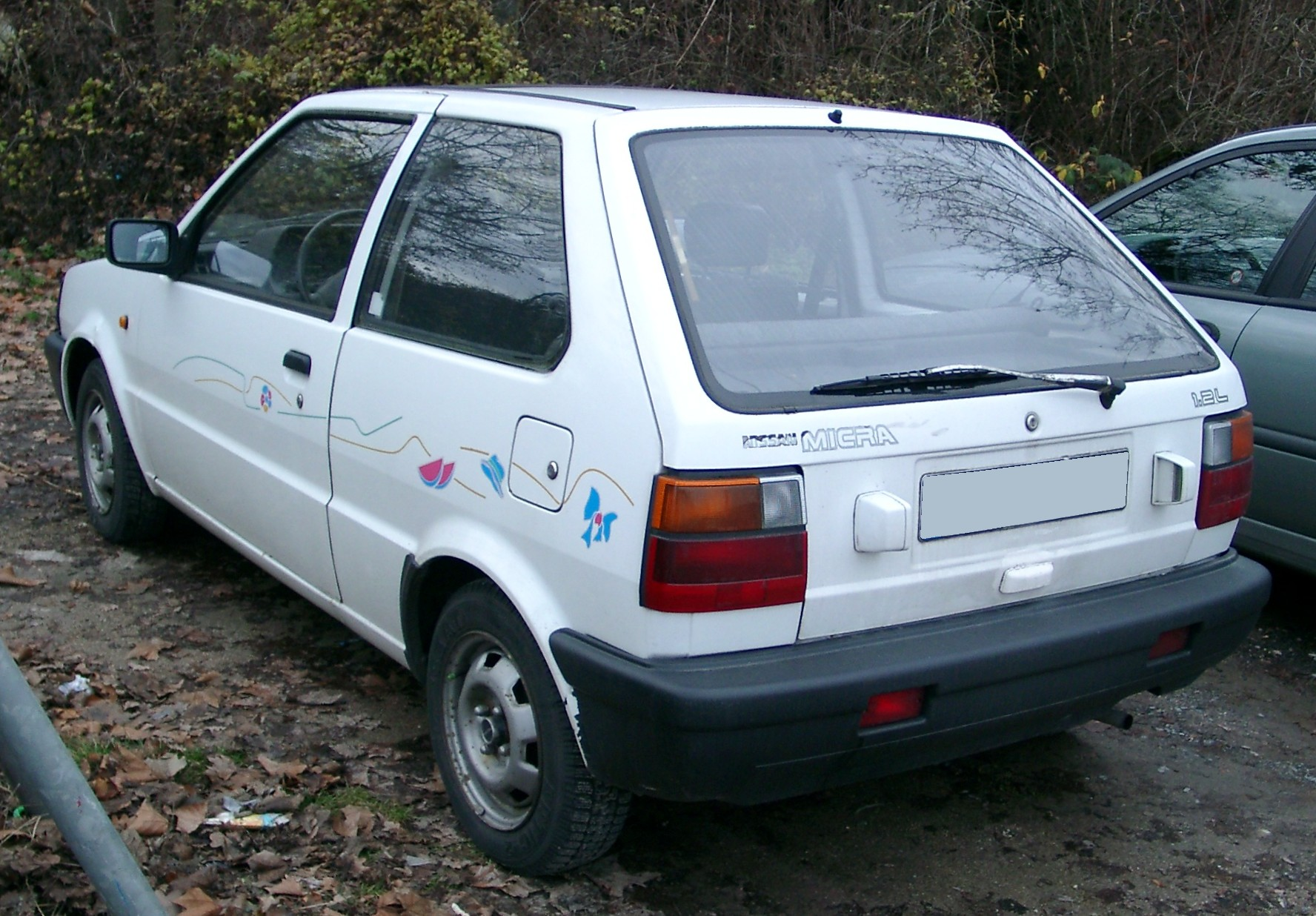
닛산 마치(후기형) 후측면

## 2세대(K11)

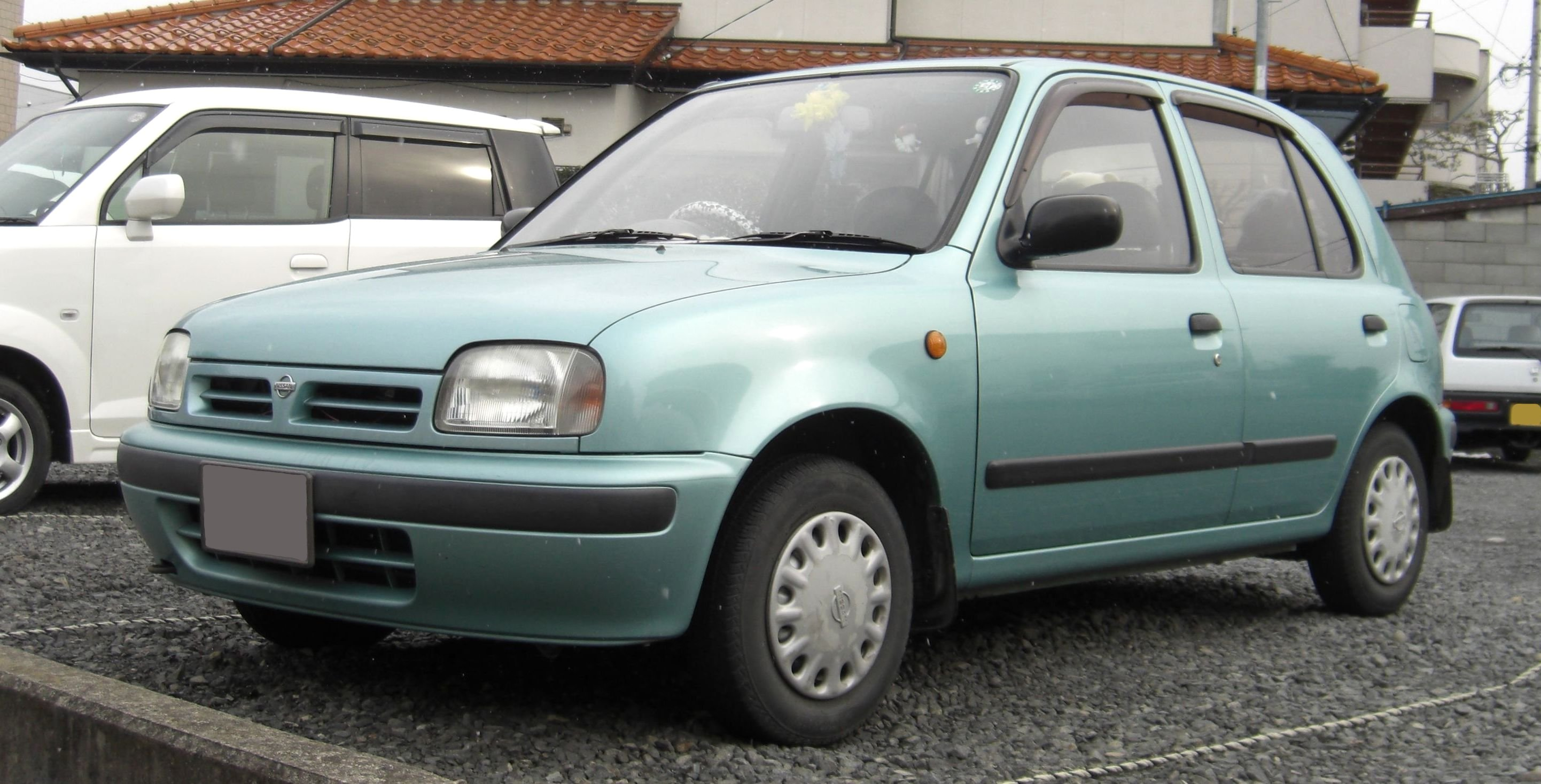
닛산 마치(전기형) 정측면

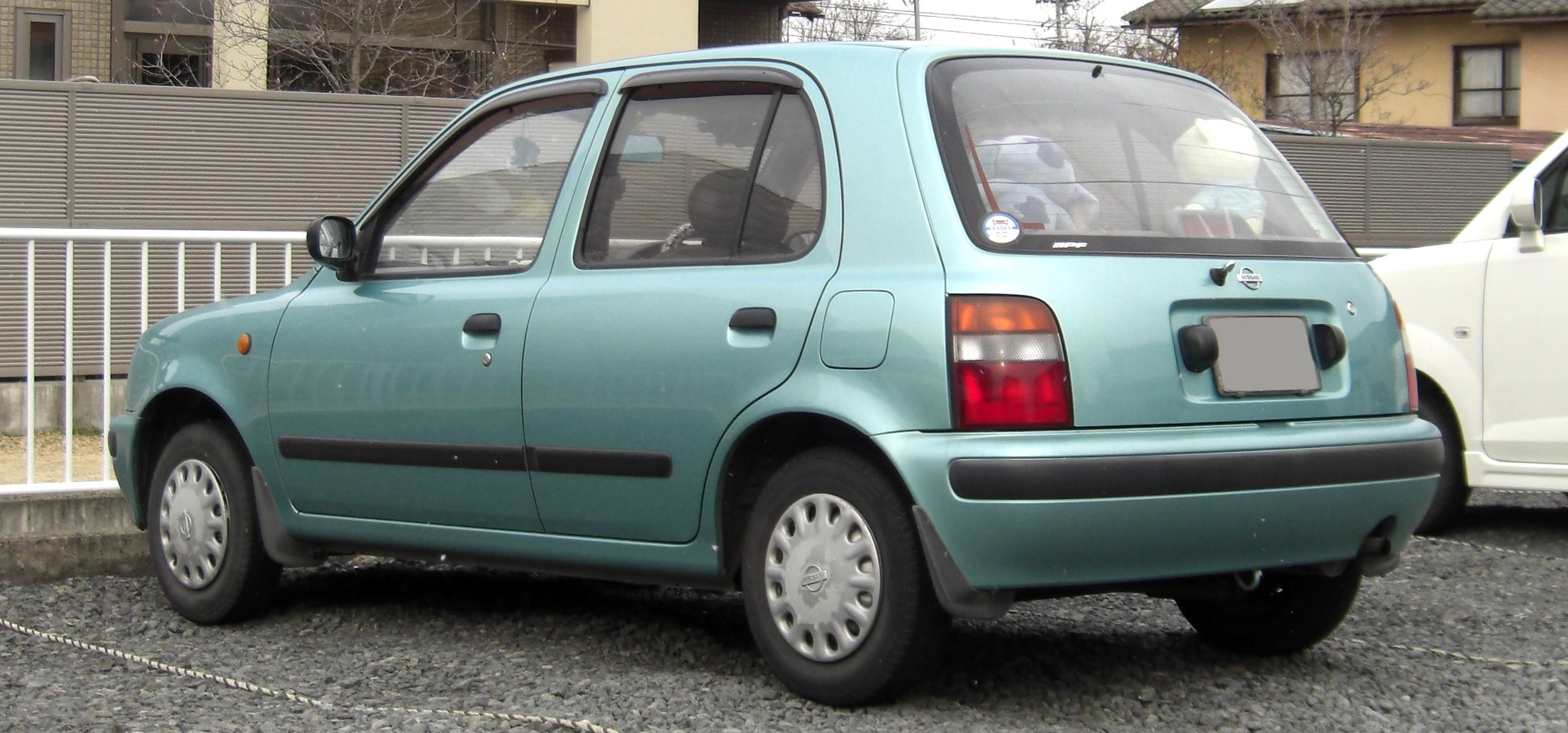
닛산 마치(전기형) 후측면

1992년 1월에 풀 모델 체인지를 거쳤다. 바디 타입은 3도어 해치백과 5도어 해치백이 먼저 나왔고, 이후에 마치 박스라고 차명이 붙여진 5도어 스테이션 왜건과 2도어 컨버터블이 추가되었다. 중화민국에서는 4도어 세단도 있다. 일본과 유럽 등 주요 국가에서 유럽의 동급 차종과 비교해도 손색이 없는 성능과 쾌적성, 합리적인 패키징을 실현하는 것을 목표로 개발되었다. 1992년에 일본 카 오브 더 이어와 RJC 카 오브 더 이어를 수상했고, 1993년에 유럽 카 오브 더 이어를 수상했다.

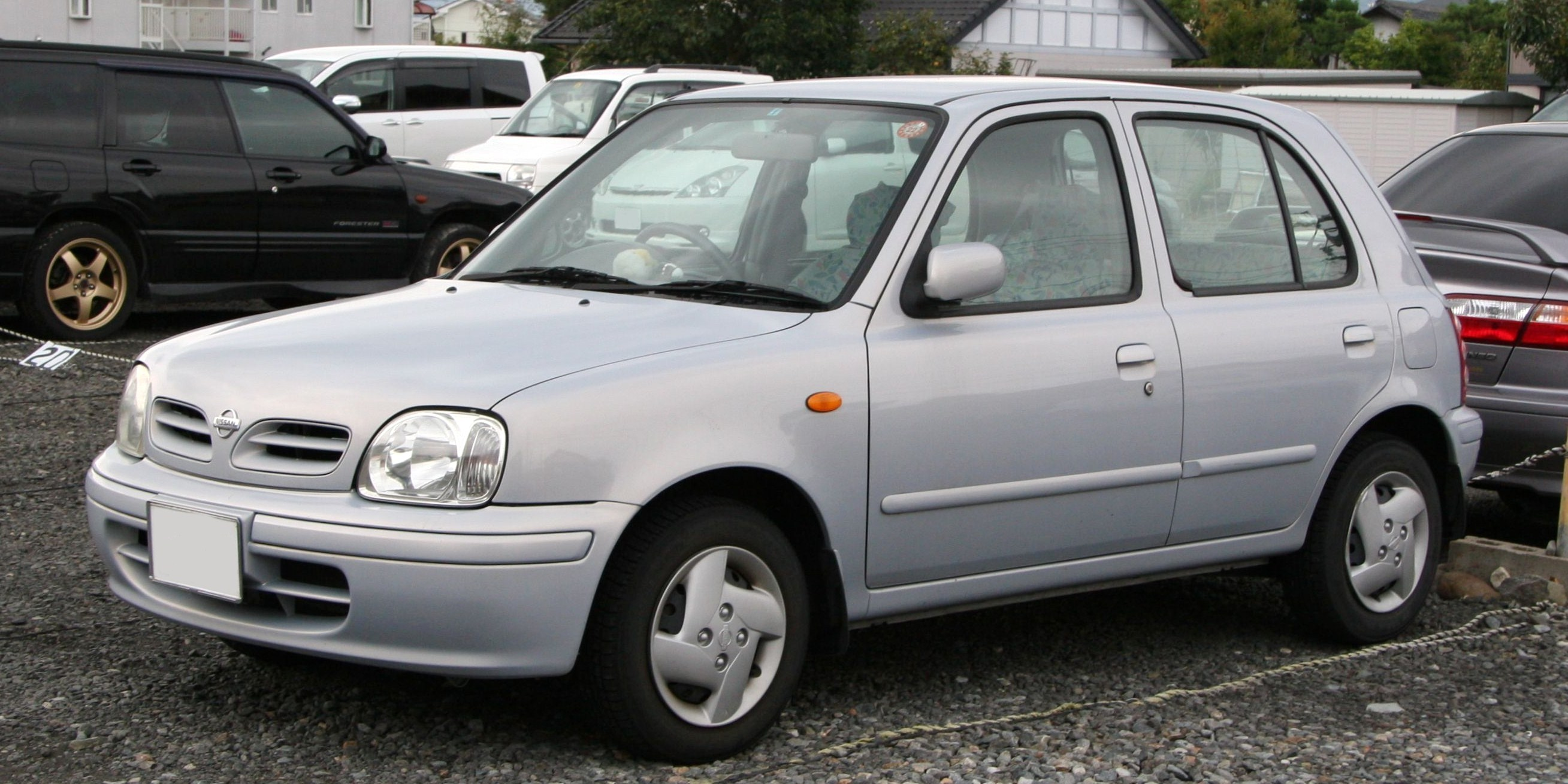
닛산 마치(후기형) 정측면
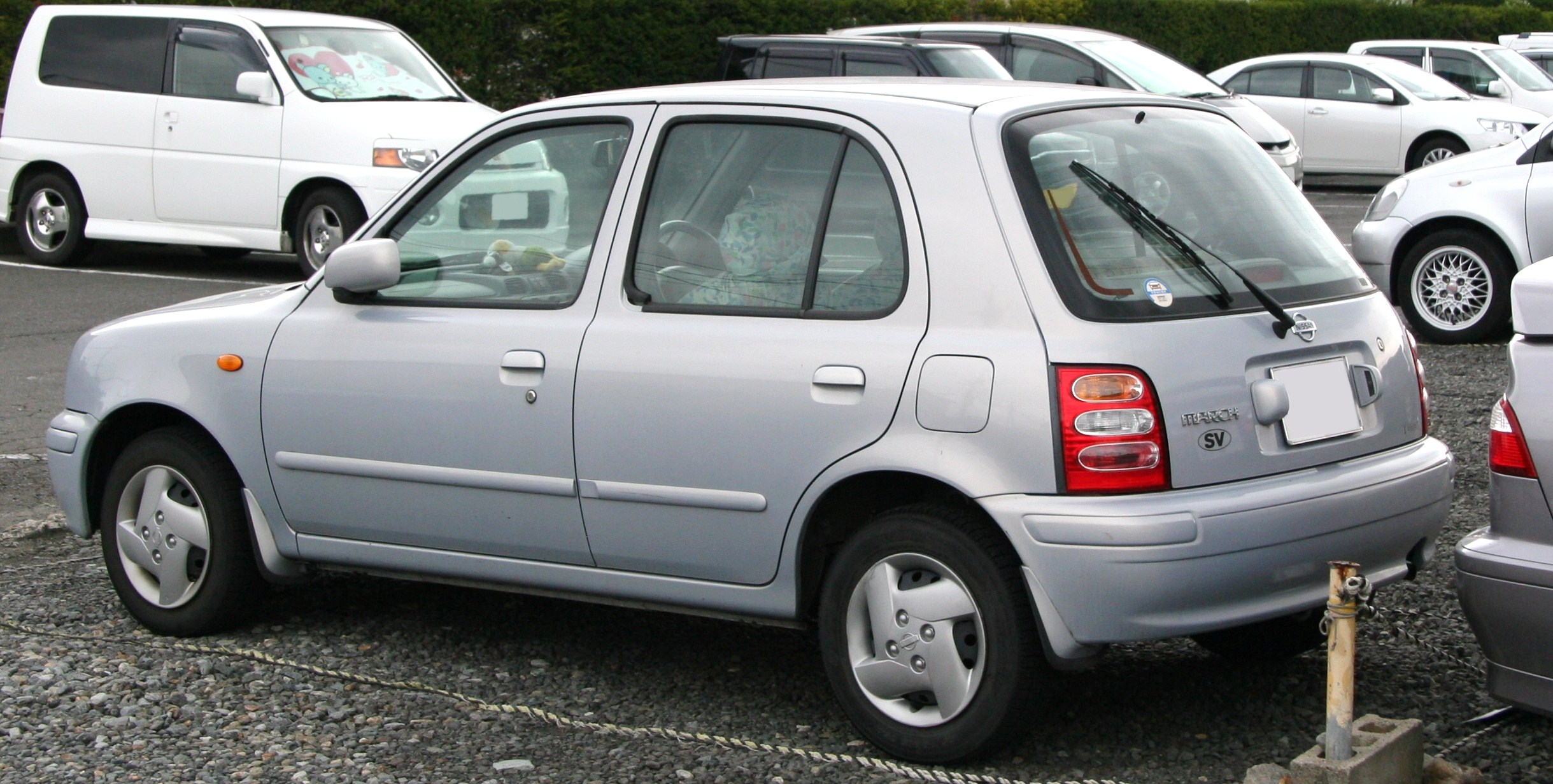
닛산 마치(후기형) 후측면

## 3세대(K12)

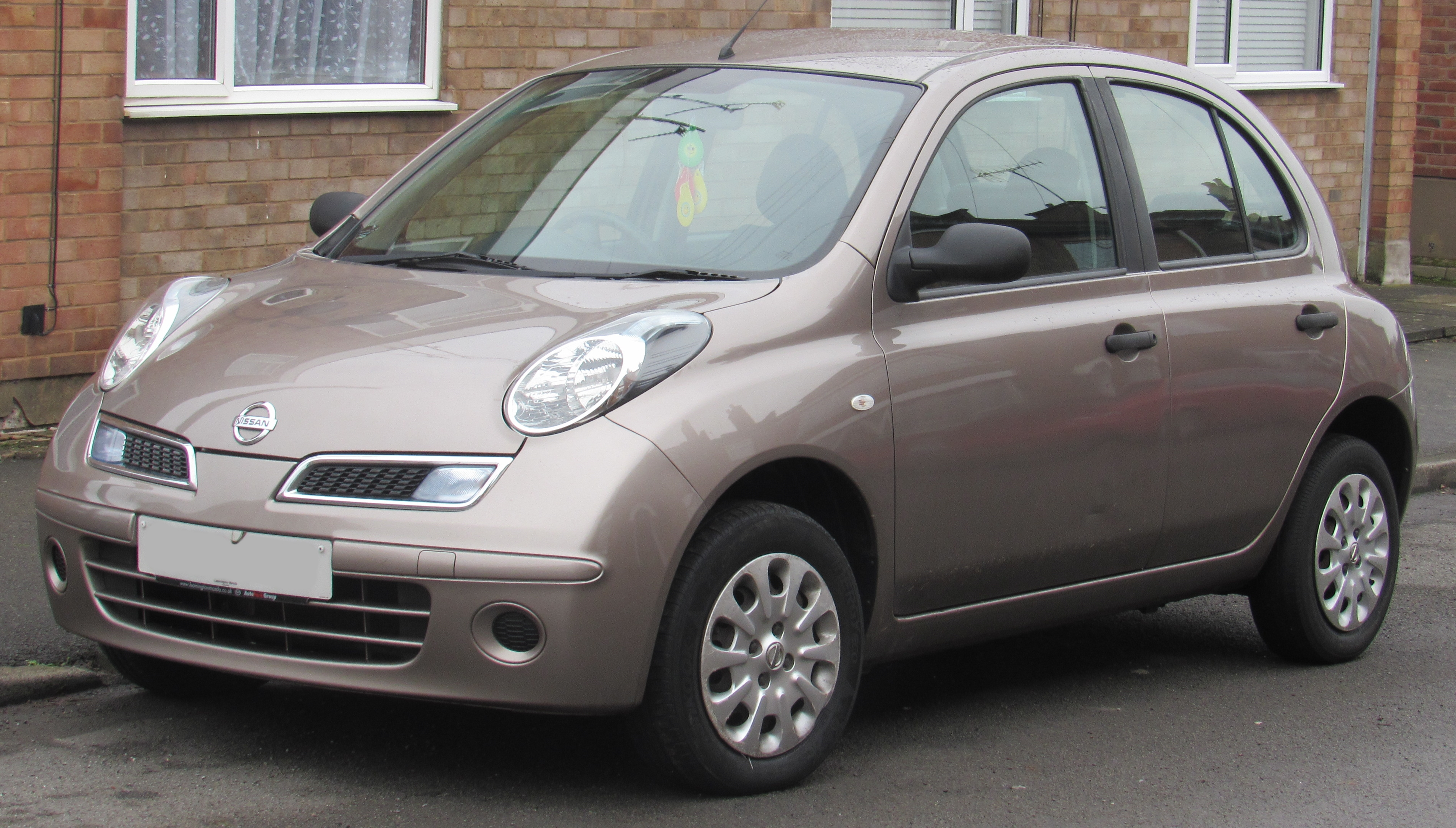
닛산 마치(전기형) 정측면

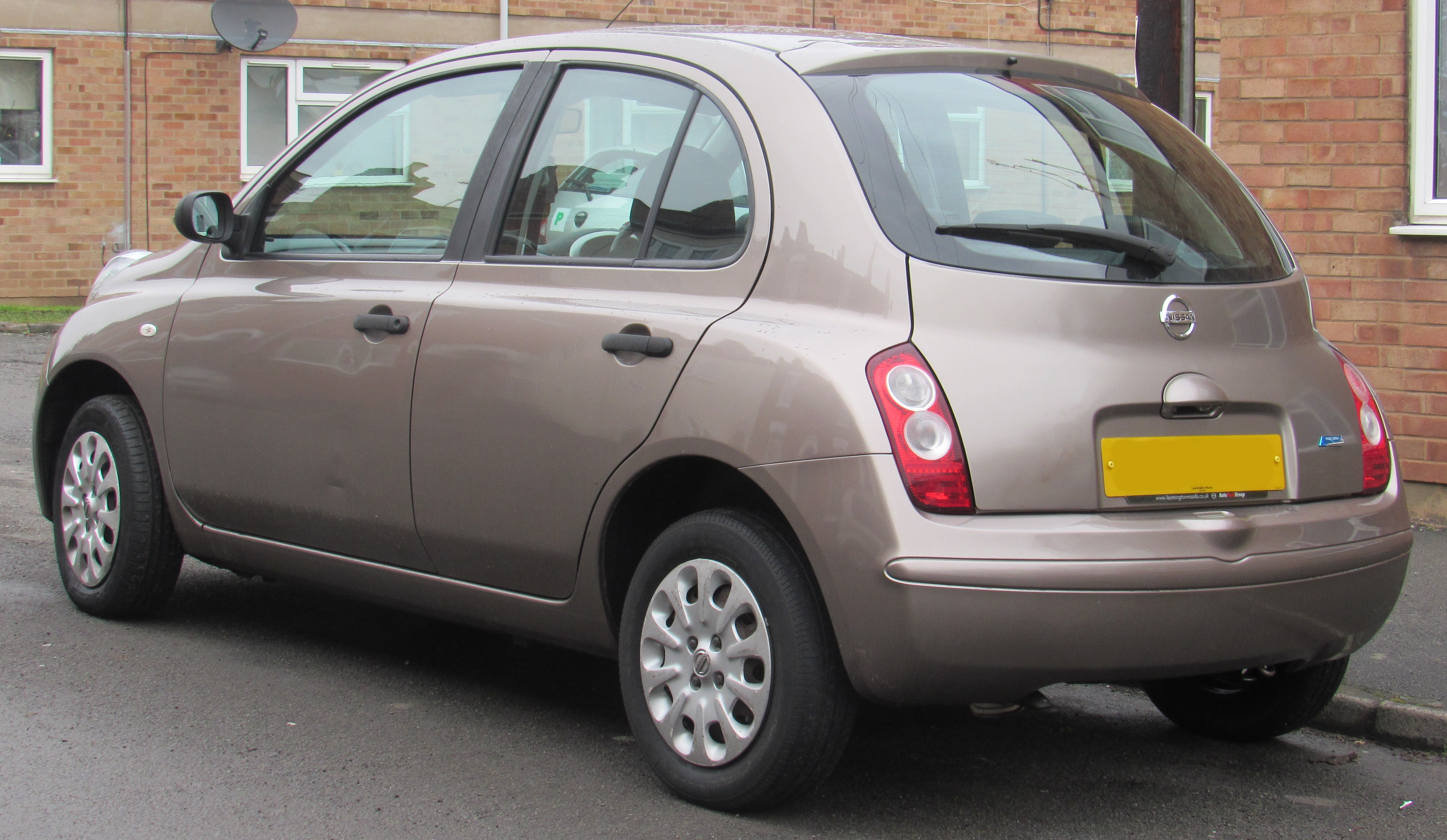
닛산 마치(전기형) 후측면

2002년 2월에 풀 모델 체인지를 거쳤다. 닛산이 르노와 함께 공동 개발한 얼라이언스 B 플랫폼이 처음으로 적용되었다. 전륜구동이 기본이며, 4륜구동도 마련되었다. 둥근 형상의 헤드 램프를 비롯해 개구리를 연상시키는 익스테리어 디자인이 특징이다. 2도어 컨버터블은 하드탑이 적용되어 안전성과 정숙성을 개선했다. 2005년부터 유럽에서만 팔리던 2도어 컨버터블은 2007년부터 일본에서도 팔렸는데, 일본 내의 차명인 마치가 아니라 유럽에서의 차명인 마이크라 C+C로 팔렸다.

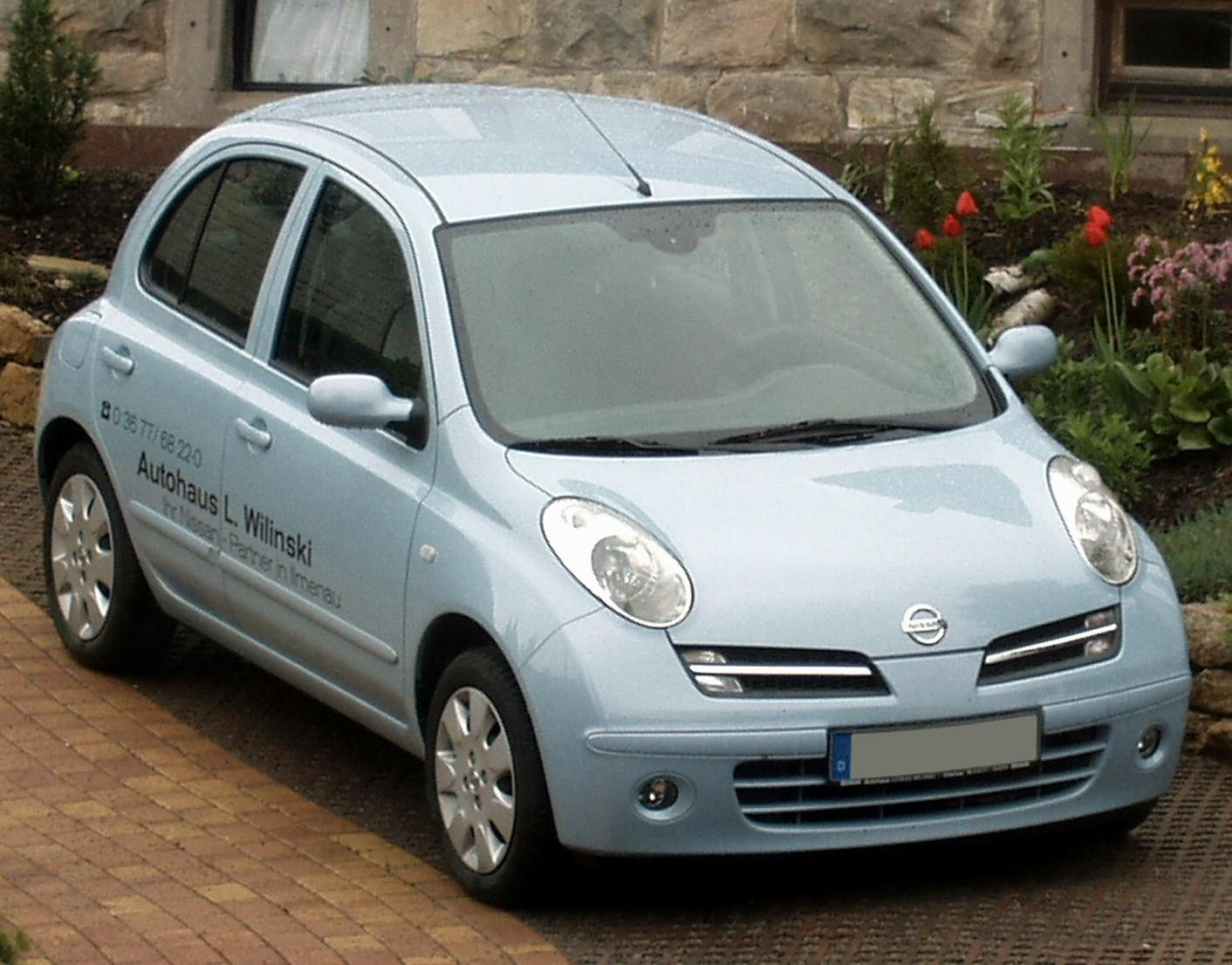
닛산 마치(후기형)
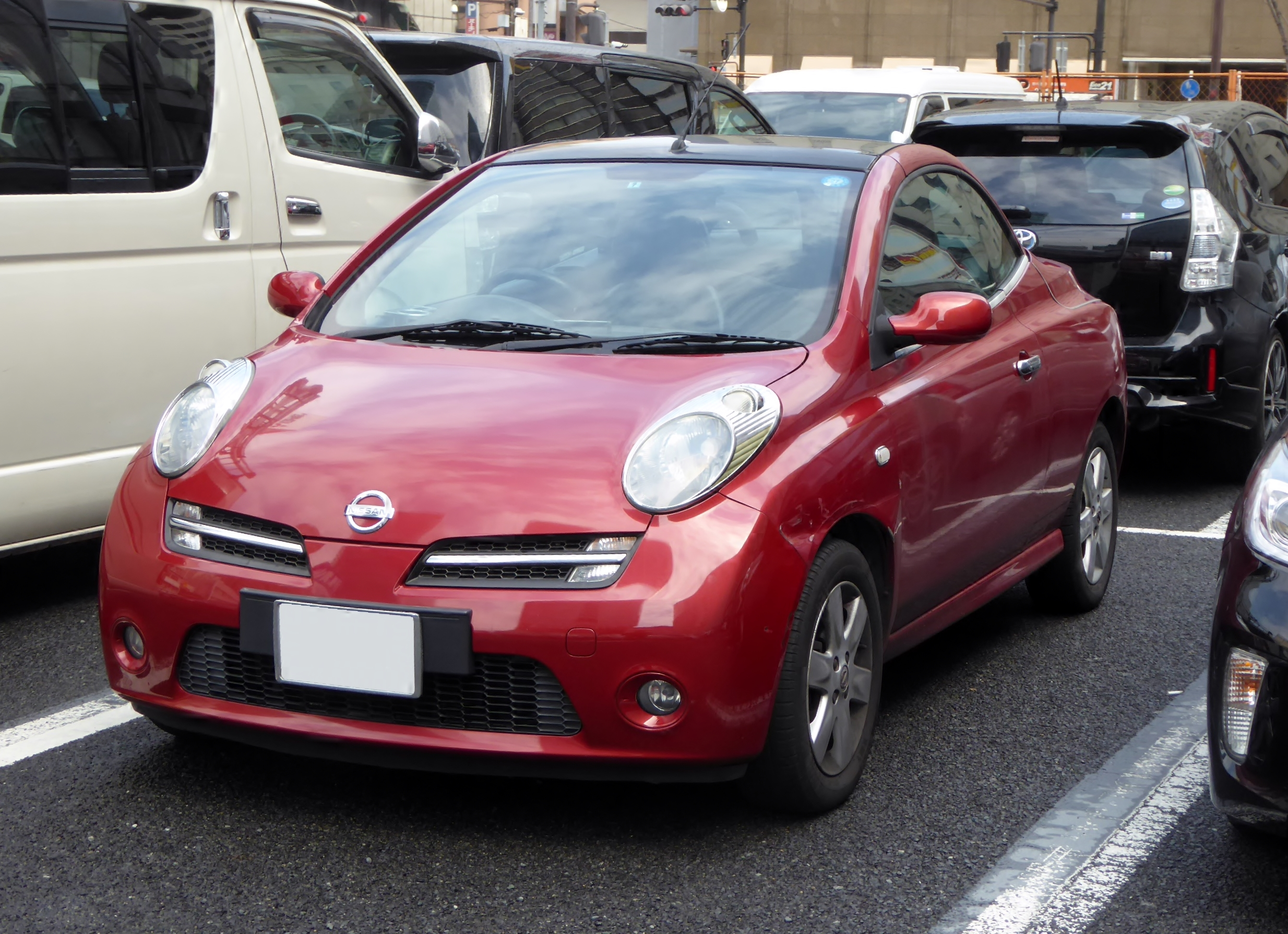
닛산 마이크라 C+C

## 4세대(K13)

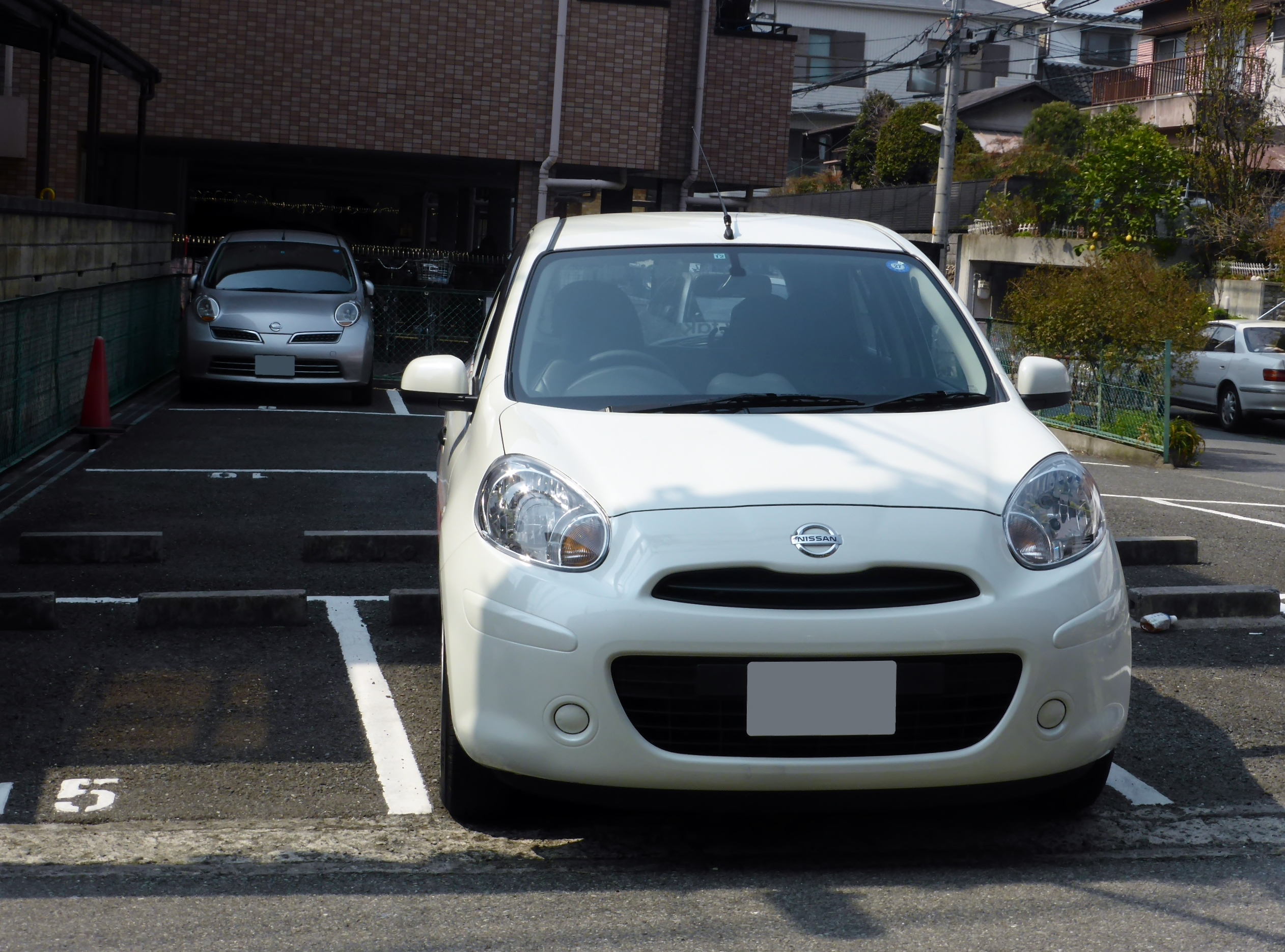
닛산 마치(전기형)

2010년에 풀 모델 체인지를 거쳤다. 일본에서는 소형차를 생산하기에는 제작 비용의 부담이 커서 태국에서 생산하여 역수입한다. 그리고 타이완과 중국, 인도, 멕시코에서도 생산이 진행되었다. 네 바퀴를 최대한 밖으로 밀어내 축거를 늘렸고, 서스펜션을 컴팩트하게 만들어 2열과 트렁크 공간도 최대한 확보했다. 인도 시장에서는 르노 펄스로 뱃지 엔지니어링되어 판매된 적이 있었다. 2013년에 페이스리프트를 거쳤고, 그 해 10월에는 니스모 버전도 출시되었다. 유럽 시장에서는 2017년에 5세대 모델이 나오면서 단종되었지만 일본을 비롯한 다른 시장에서는 아직도 현역으로 판매되고 있다.

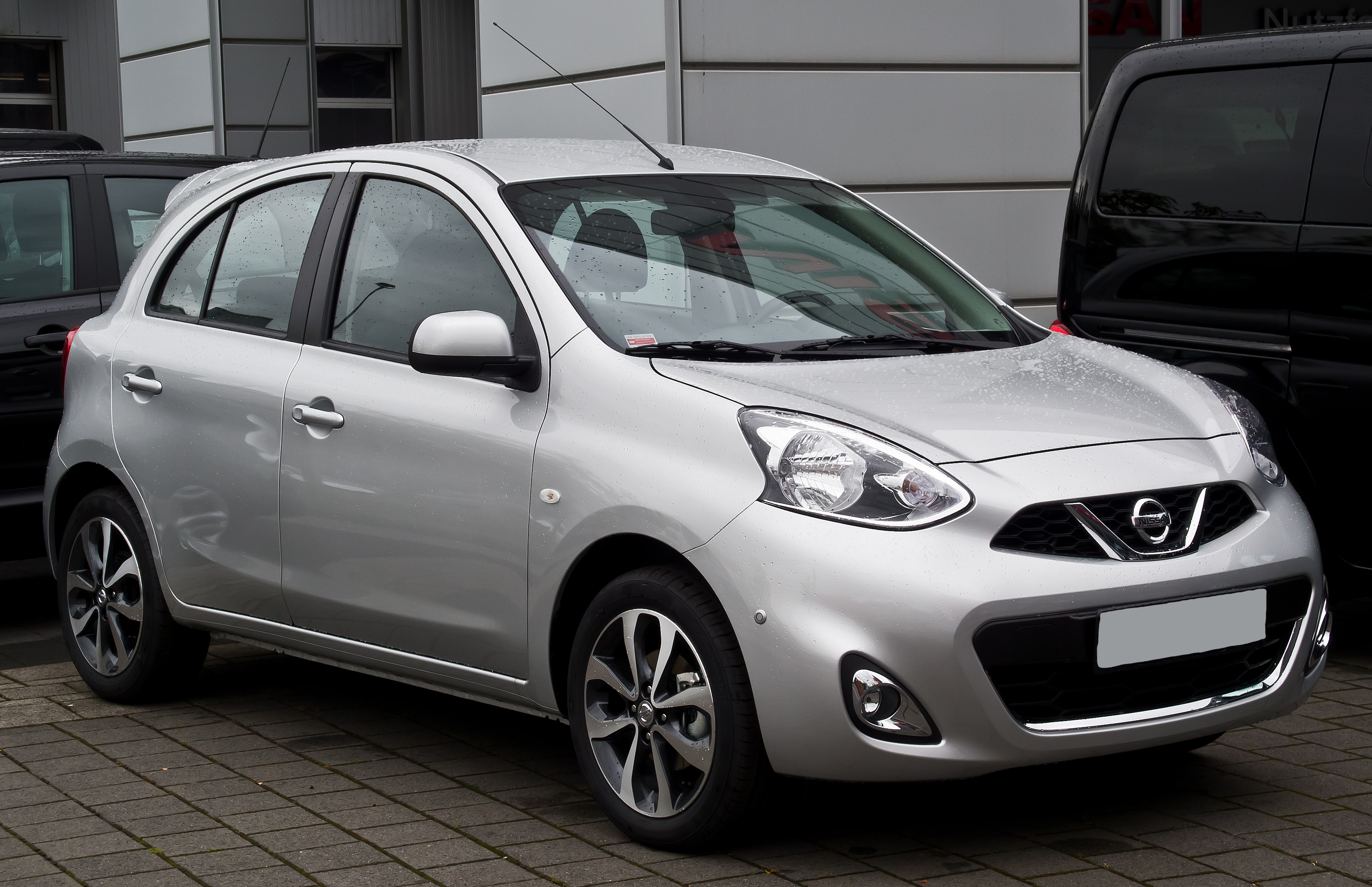
닛산 마치(후기형)

## 5세대(K14)

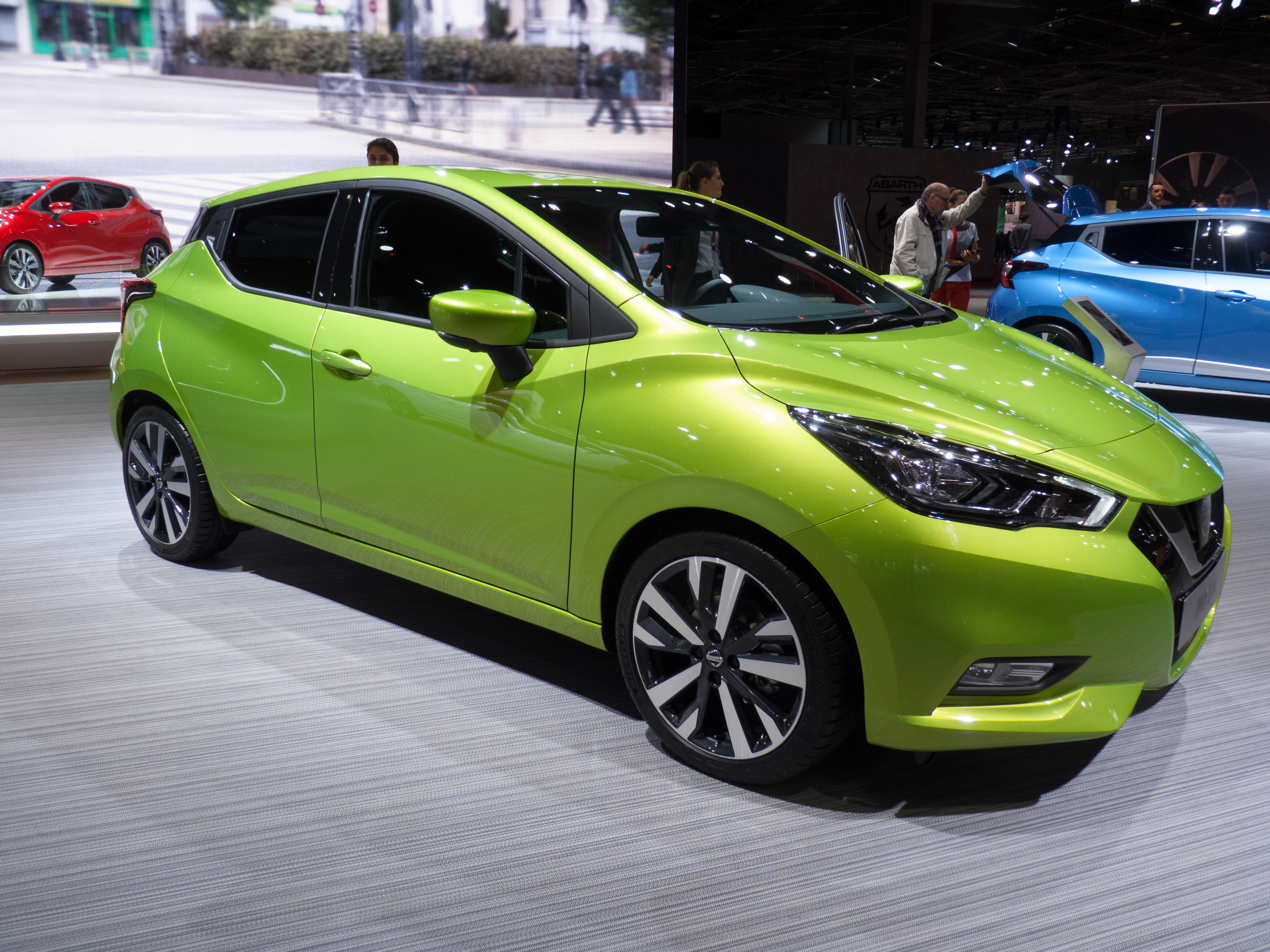
닛산 마치 정측면

2016년 10월에 파리 모터쇼에서 공개되었다. 생산은 르노의 플랭쉬르센 공장에서 진행되며 유럽에서 자사의 동급 모델인 노트도 대체한다. 2019년에 마이너체인지를 거쳤다. 이 세대는 판매지역이 유럽과 남아프리카 공화국으로 한정되어 있다. 2022년 이후에는 단종된 상태이나, 추후에 차세대 모델이 전동화 모델로 출시될 예정이다. 